# Col de la Cisa
Pour les articles homonymes, voir Cisa.
Le col de la Cisa est un col dans l'Apennin du Nord, en Italie. ll sépare les Apennins ligures des Apennins toscans-émiliens et se situe à 1 042 mètres d'altitude, entre la province de Parme et celle de Massa-Carrara.
La route provinciale 62 della Cisa qui relie Sarzana à Vérone passe par le col, alors que l'autoroute A15 Parme-La Spezia passe sous le col par un tunnel qui relie la plaine du Pô au nord à la Riviera ligure et à la Versilia au sud .